# Independent Forward Bloc
L'Independent Forward Bloc (IFB) est un parti politique de Maurice créé en 1958 et qui fut particulièrement actif et influent dans les années 1950 et 1960 notamment dans la perspective de l'indépendance de 1968. Le parti cessa ses activités avec la mort de son fondateur Sookdeo Bissoondoyal dans les années 1970.